# کفر نبی
کفر نبی (به عربی: کفر نبی) یک روستا در سوریه است که در ناحیه معره مصرین واقع شده‌است. کفر نبی ۱٬۵۴۲ نفر جمعیت دارد.